# ゾフィア・フォン・ザクセン＝ヴァイセンフェルス (1684-1752)
ゾフィア・フォン・ザクセン＝ヴァイセンフェルス（ドイツ語：Sophia von Sachsen-Weißenfels, 1684年8月2日 - 1752年5月6日）は、ブランデンブルク＝バイロイト辺境伯ゲオルク・ヴィルヘルムの妃。芸術のパトロンであった。

## 生涯
ゾフィアはザクセン＝ヴァイセンフェルス公ヨハン・アドルフ1世と、その最初の妃でザクセン＝アルテンブルク公フリードリヒ・ヴィルヘルム2世の娘ヨハンナ・マグダレーナ・フォン・ザクセン＝アルテンブルクの娘である。
1699年10月16日にライプツィヒにおいてブランデンブルク＝バイロイト辺境伯ゲオルク・ヴィルヘルムと結婚した。2人は結婚前、同年に行われたライプツィヒ・メッセにおいて既に対面していた。結婚後、ゲオルク・ヴィルヘルムは自身の居城としてエアランゲン城を建設した。
ゾフィアはバイロイトに文化面で大きな影響を与え、バイロイトはドイツで最高のジングシュピールの地と評された。また、ゾフィアはドイツ語のオペラをヴァイセンフェルスにもたらし、ヴァイセンフェルスはドイツ語の作品のみを上映する唯一の地となった。しかし、ゾフィアの催事や文化に対する支出は、公領の負債を増大させることとなった。1705年、街の聖ゲオルゲン地区に新しい教会のため礎石が置かれた。この教会は、彼女にちなんで聖ソフィアに捧げられた。ゾフィアは浅薄な人物であったといわれ、その結婚生活は不幸なものであった。ゾフィアとスウェーデンの男爵との喧嘩で夫ゲオルク・ヴィルヘルムは苛立ち、食卓において男爵を棒で攻撃し、ゾフィアをプラッセンブルクに移したという 。
夫の死後、ゾフィアはエアランゲン城に移り8年間住んだ。1734年7月14日、ゾフィアは22歳年下のホディッツおよびヴォルフラミッツ伯アルベルト・ヨーゼフ（de、1706年 - 1778年）と結婚した。この結婚のためにゾフィアはカトリックに改宗し、ウィーンの宮廷より年金を与えられることとなった。1752年にゾフィアは死去し、火葬された。これは、13世紀にドイツ帝国の非キリスト教徒の地域で火葬が行われて以来、ドイツ語圏における最初の火葬となった。

## 子女
最初の夫ブランデンブルク＝バイロイト辺境伯ゲオルク・ヴィルヘルムとの間に、5子が生まれた。
- クリスティアーネ・ゾフィー・ヴィルヘルミーネ（1701年 - 1749年）
- クリスティアン・ヴィルヘルム（1706年）
- エーバーハルディネ・エリーザベト（1706年 - 1709年）
- クリスティアン・フリードリヒ・ヴィルヘルム（1709年）
- フランツ・アドルフ・ヴィルヘルム（1709年）